# 양뉴 진흙못
양뉴 진흙못(New Yangnyu Mud Pond)은 대만 남부 가오슝시에 위치한 이화산이다. 완단 진흙 화산, 우산딩 진흙 화산과 함께 대만에서 가장 활동이 활발한 이화산으로 알려져 있다. 주봉과 산허리에 각각 분출구가 있는데, 산허리에 있는 분출구에서 더욱 활발하고 강하게 분출한다. 가이드들은 나무 장대에 종이를 둘둘 말아 거기에 불을 붙이고 이 진흙 화산의 분화구에 가져가 댄다. 그러면 분출구에서 가스 때문에 불꽃이 일어난다. 주봉 역시 불이 붙는다. 주봉의 모양은 성층 화산과 모양이 거의 비슷하다고 알려져 있다.